# Coumatétralyle
Le coumatétralyle est un anticoagulant antagoniste de la vitamine K qui sert plus particulièrement comme rodenticide.